# 애드립 (기업)
애드립사(Ad Lib, Inc.)는 사운드 카드와 기타 컴퓨터 장비 제조업체의 하나로 캐나다의 퀘벡 시에 자리 잡고 있다. 애드립은 가장 잘 알려져 있는 제품 "애드립 뮤직 신디사이저 카드"(AdLib Music Synthesizer Card, ALSMC)를 줄인 말이다.
IBM PC 호환 컴퓨터에 설치할 수 있는 애드립사의 사운드 카드는 수많은 개발자들이 받아들였으며, 어느 정도 수준의 음질을 뒷받침하였다. 이로써 IBM PC 호환 사운드 카드로는 처음으로 사실상의 표준이 되었다.

## 마케팅
애드립은 라발 대학교의 음악 교수였던 마르틴 프리벨이 세웠다. 마르틴은 한 해가 넘도록 IBM PC 개발 커뮤니티를 설득하여 그가 만든 새로운 제품을 지원하도록 애를 썼지만, 산업에 그다지 경험이 없던 그는 그에게 필요한 사람들에게 다가가기가 쉽지 않다는 것을 깨달았다. 그는 몇몇 컴퓨터 쇼에 가서 사운드 기판, 개발 도구, 기술 정보를 활용하는 유용한 자료 몇 가지와 애드립 카드가 포함된 개발 키트를 제출하였다.
그러나 마르틴이 제출한 자료들은 그저 다양한 컴퓨터의 쇼에 참석했다는 것으로 치부되어 버렸다. 참석자들은 보통 마케팅, 판매, 그리고 언론 인원으로 이루어져 있었다. 개발자 키트들은 그들의 회사에 제출되지 않았고, 대부분의 계약이 그저 개인의 흥밋거리로 치부되거나 철저하게 무시당했다.

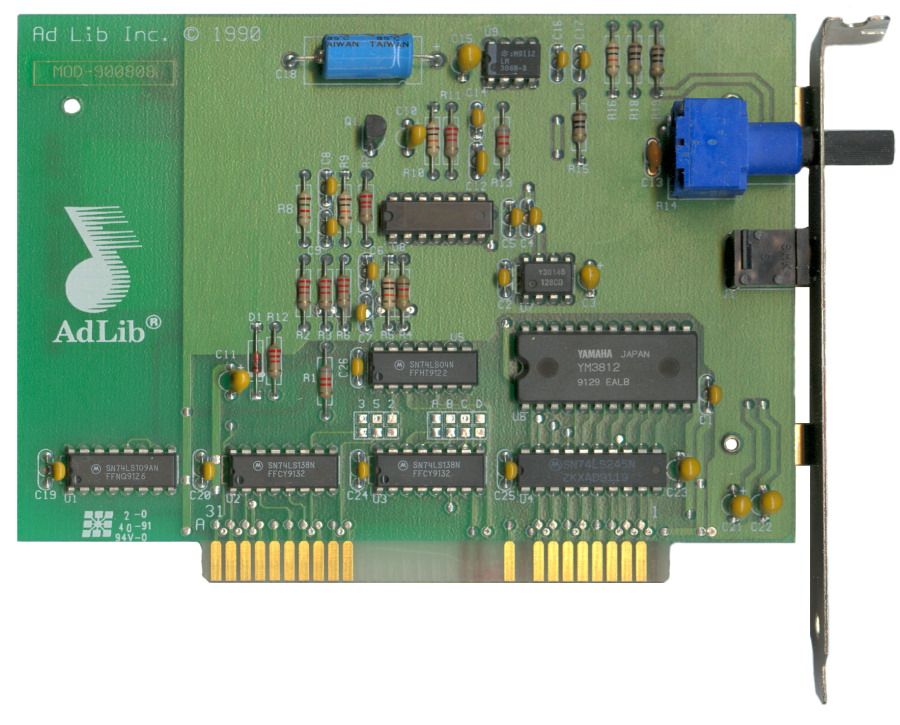
애드립 뮤직 신시사이저 카드

그 뒤에 마르틴은 남부 뉴저지의 한 회사에게 탑 스타 컴퓨터 서비시즈 사 (TSCS)의 이름으로 수많은 게임 개발사들에게 음질 보장 서비스를 제공하겠다고 말하였다. 마르틴은 탑 스타 사의 회장 리치 헤이믈리치에게 그에게 필요한 사람들의 손에 그의 제품을 건네려고 할 때 마주친 문제점들을 이야기했다. 마르틴은 탑 스타 사가 이 제품의 가치를 본다면 리치가 마르틴과 맞는 사람들에게 소개를 잘 해 줄 것이라고, 그래서 필수적인 지원을 받을 수 있을 것이라고 생각했다.
1987/1988년 겨울에 리치는 퀘벡으로 날아가 이 제품을 알리고 마르틴의 열정을 사람들과 나누었다. 집으로 돌아오는 길에, 리치는 그의 상위 고객들과 계약하여 그의 신제품이 새로 태어날 것이라는 믿음을 전했다. 몇 주가 지나, 개발자들 몇 명이 이 카드를 지원하는 코드를 짜기 시작했다. 시에라 온 라인은 애드립 사운드 지원을 그들의 인기작 게임들(킹스 퀘스트와 같은 시리즈 등)에 추가한 첫 게임 개발사였다. 게임 지원은 애드립에게 판매 통로를 열어주는 데에 큰 역할을 했다. 1990-1991년에 소매 업체의 체인점들과 도매상들 대부분이 애드립 사운드 카드를 팔고 있었다.

## 규격
애드립은 FM을 통한 소리를 만들어 내는 야마하사의 야마하 YM3812 사운드 칩을 사용했다. 애드립 카드는 표준 PC 호환 ISA 8 비트 슬롯에 장착하기 위한 출하 대기의 외부 글루 로직(glue logic)을 사용하는 YM3812 칩이었다. 가청 음질이 뚜렷하게 합성되긴 했지만, 애드립 카드를 사용하여 개인용 컴퓨터의 소프트웨어는 멀티미디어 음악과 음향 효과를 만들어 내었다.

## 경쟁
애드립 사운드 카드가 완전히 "출하 대기의" IC 부품을 포함했기 때문에 경쟁자들이 쉽게 이를 베낄 수 있었다. 가장 저명한 경쟁자이자 PC 사운드카드 산업의 궁극적인 후계자가 바로 크리에이티브 랩스이다. 사운드 블라스터 v1.0이 단일 음성 디지털 효과 (PCM) 채널과, 조이스틱 또는 미디 커넥터 상자와 연결할 수 있는 게임 포트를 추가하여 애드립 사운드 카드를 확장하였다. PCM 채널의 추가는 사운드 블라스터가 궁극적으로 (PC 사운드 시장을) 지배할 수 있는 길을 터 놓게 되었다.
게임들이 디지털로 된 샘플을 재생할 수 있을 뿐 아니라 (더 현실감 있는 사운드 효과를 제공한다), 그 뒤의 하드웨어 (디지털 신호 프로세서)가 경쟁사들의 것들을 100% 정확하게 따라할 수 있었기에 경쟁사들의 노력을 방해하기도 했다. 애드립은 두 가지 요인 때문에 초기에 시장 점유율을 잃었다. 첫째로, 크리에이티브 랩스는 동시에 같은 기능을 제공하는 완전 호환 제품을 제공하였으나 가격은 더 쌌다. 둘째로, 크리에이티브 랩스는 시장을 애드립이 제품을 추진하고자 했던 바보다 더 잘 이해하고 있었다. 게임 포트 기능의 중요성은 역사적 관점에서 자주 사라졌다. 1987년에 개인용 컴퓨터는 일반적으로 게임 포트를 포함하고 있지 않았으며 초기 개인용 컴퓨터의 얼마 없는 슬롯을 차지했던 게임 포트 카드를 위해 거의 50 달러를 내야 했다. 이러한 기능의 제공은 소비자가 50 달러를 아낄 수 있었을 뿐 아니라 다른 외장 카드들을 장착할 슬롯을 더 아낄 수 있었다.

## 애드립 골드
애드립은 경쟁사의 행동에 대해 느린 편이었다. 업데이트된 8 비트 사운드 블라스터 규격을 베끼거나 동등한 8 비트 리프레시 부분을 공개하는 대신에 완전히 새로운 12 비트 스테레오 사운드 카드인 애드립 골드를 개발하는 데 시간과 돈을 투자하였다. 이 골드 카드는 비록 기존의 애드립과 하위 호환성을 지니지만 나중에 야마하 YMF262 (OPL3)와 12 비트 디지털 PCM 기능의 세대를 나중에 선보이게 된다.
사운드 카드 사업의 브랜드 이름을 결정하는 데 있어, 애드립 경영부는 이러한 일을 잘 처리할 것이라고 믿고 있었다. 그러나 이러한 노력은 시작부터 운이 없었다. 애드립은 기술 회사가 아니였기에 골드 카드를 설계하는 데 필요한 기술 인력이 부족했다. 설계 작업은 애드립의 부품 제공업체인 야마하에게 떠맡게 되었다. 한 가지 알아야 중요한 사실은 이러한 거래가 있을 때까지 음악 기반의 기술에 있어서 야마하의 가장 큰 고객은 애드립이 아니라 크리에이티브 랩스였던 것이다. 이러한 충돌은 골드가 개발되는 과정 동안에 셀 수 없는 지연과 문제에 부딪히게 되었다.
새로운 골드 카드와 더불어, 애드립은 효과적으로 다른 회사들과 경쟁할 위치에 놓이지 못했다. 얼마 안 되는 개인용 컴퓨터 게임들이 애드립 골드를 지원하는 반면, 애드립의 새로운 카드는 부진하였다. 원래의 사운드 블라스터 카드가 훨씬 저렴했을 뿐 아니라, 개인용 컴퓨터 게이밍 산업에 있어서 이미 de-facto 표준의 사운드 카드였기 때문이다.

## 파산
1992년에 애드립은 파산했다. 크리에이티브 사운드 블라스터 계열이 개인용 컴퓨터 게이밍 산업을 남은 1990년대까지 지배했기 때문이다.
1992년, 독일, 베니날스터 GmbH는 크리에이티브 랩스가 애드립 사를 인수하려는 것을 막고 있던 퀘벡의 정부로부터 애드립 자산을 사들였다. 이 회사는 애드립 멀티미디어로 이름을 바꿨으며 애드립 골드 사운드 카드와 다른 많은 제품들을 생산해 내었다.
1994년, GmbH는 애드립 멀티미디어를 대만의 한 회사에 팔았다. (대만의 회사 이름은 알려져 있지 않다.)

## 시간의 흐름
- 1987년 - 고음량을 낼 수 있는 최초의 컴퓨터용 사운드 카드인 "애드립" 카드가 FM 칩 (야마하 YM3812 칩)을 사용하여 공개되었다.
- 1988년 - 애드립 지원을 제공한 최초의 게임(역자 주: 시에라 온 라인 게임)이 등장하였다.
- 1992년 - 애드립 골드가 공개되었다.
- 1992년 - 애드립이 5월 1일 파업을 선언하였다.

## 참고 문헌
- 밥 존스턴 (1994년 5월) 미래의 파동.

## 같이 보기
- 사운드 블라스터